# João Joaquim Jacques de Magalhães
João Joaquim Jacques de Magalhães foi um administrador colonial português que exerceu o cargo de Governador e de Capitão-General na Capitania-Geral do Reino de Angola entre 1738 e 1748, tendo sido antecedido por Rodrigo César de Meneses e sucedido por Fonseca Coutinho.